# Telemåling
Telemåling (fjernanalyse, remote sensing) er måling af et objekt uden at være i berøring med objektet. F.eks. målinger foretaget fra et fly eller en satellit med henblik på at kortlægge jordoverfladen.